# قاعة فلمور (دنفر)
قاعة فيلمور (بالإنجليزية: Fillmore Auditorium) هو مكان حفلة موسيقية يقع في حي كابيتول هيل في دنفر، كولورادو.